# Sherrill (Arkansas)
Sherrill es un pueblo ubicado en el condado de Jefferson en el estado estadounidense de Arkansas. En el Censo de 2010 tenía una población de 84 habitantes y una densidad poblacional de 236,73 personas por km².

## Geografía
Sherrill se encuentra ubicado en las coordenadas 34°23′5″N 91°57′6″O / 34.38472, -91.95167. Según la Oficina del Censo de los Estados Unidos, Sherrill tiene una superficie total de 0.35 km², de la cual 0.35 km² corresponden a tierra firme y (0%) 0 km² es agua.

## Demografía
Según el censo de 2010, había 84 personas residiendo en Sherrill. La densidad de población era de 236,73 hab./km². De los 84 habitantes, Sherrill estaba compuesto por el 44.05% blancos, el 55.95% eran afroamericanos, el 0% eran amerindios, el 0% eran asiáticos, el 0% eran isleños del Pacífico, el 0% eran de otras razas y el 0% pertenecían a dos o más razas. Del total de la población el 1.19% eran hispanos o latinos de cualquier raza.